# Рональд Кетжіжере
Рональд Кетжіжере (англ. Ronald Ketjijere, нар. 12 грудня 1987, Окакарара) — намібійський футболіст, півзахисник клубу «Африкан Старз».
Виступав, зокрема, за клуби УНАМ, «Африкан Старз» та «Юніверсіті оф Преторія», а також національну збірну Намібії.

## Клубна кар'єра
У дорослому футболі дебютував 2007 року виступами за команду клубу УНАМ, в якій провів два сезони. 
Своєю грою за цю команду привернув увагу представників тренерського штабу клубу «Африкан Старз», до складу якого приєднався 2009 року. Відіграв за команду з Віндгука наступні три сезони своєї ігрової кар'єри.
У 2012 році уклав контракт з клубом «Юніверсіті оф Преторія», у складі якого провів наступні чотири роки своєї кар'єри гравця. Більшість часу, проведеного у складі «Юніверсіті оф Преторія», був основним гравцем команди.
До складу клубу «Африкан Старз» приєднався 2016 року. 

## Виступи за збірну
У 2010 році дебютував в офіційних матчах у складі національної збірної Намібії.
У складі збірної — учасник Кубка африканських націй 2019 року в Єгипті.